# KS ROW 1964 Rybnik
KS ROW 1964 Rybnik is een voetbalclub uit de stad Rybnik in Polen. De club speelt in de II liga.
De clubkleuren zijn groen-zwart.

## Historie
De club is ontstaan in 2003 na een fusie van de clubs ROW Rybnik (opgericht in 1964 als fusie tussen KS Górnik 23 Rybnik en Rybnicki KS Górnik) en Energetyk Rybnik (opgericht in 1981).
ROW Rybnik speelde in totaal zeven seizoenen in de Ekstraklasa, waarin ze totaal 50 wedstrijden wonnen, 65 gelijkspeelden en 83 verloren met een doelsaldo van 165 voor en 233 tegen. De fusieclub Energetyk ROW kwam in zijn korte historie echter niet hoger dan de vierde liga.
De beste prestatie van een van de fusieclubs is het behalen van de finale van de Puchar Polski door het tweede elftal van ROW. In 1973 en 1975 werd ROW groepswinnaar in de Intertoto Cup. In het seizoen 2013/14 speelde de club in de I liga maar zakte daarna weer weg. In 2015 werd de huidige naam aangenomen.